# Стендінг-Рок (Алабама)
Стендінг-Рок (англ. Standing Rock) — переписна місцевість (CDP) в США, в окрузі Чемберс штату Алабама. Населення — 132 особи (2020).

## Географія
Стендінг-Рок розташований за координатами 33°5′8″ пн. ш. 85°14′23″ зх. д. / 33.08556° пн. ш. 85.23972° зх. д. (33.085690, -85.239849).  За даними Бюро перепису населення США в 2010 році переписна місцевість мала площу 8,31 км², з яких 8,26 км² — суходіл та 0,05 км² — водойми.

## Демографія
Згідно з переписом 2010 року, у переписній місцевості мешкало 168 осіб у 84 домогосподарствах у складі 47 родин. Густота населення становила 20 осіб/км².  Було 99 помешкань (12/км²).
Расовий склад населення:
| - 98,2 % — білих - 0,6 % — чорних або афроамериканців |

До двох чи більше рас належало 1,2 %. Частка іспаномовних становила 1,2 % від усіх жителів.
За віковим діапазоном населення розподілялося таким чином: 15,5 % — особи молодші 18 років, 64,3 % — особи у віці 18—64 років, 20,2 % — особи у віці 65 років та старші. Медіана віку мешканця становила 47,8 року. На 100 осіб жіночої статі у переписній місцевості припадало 110,0 чоловіків;  на 100 жінок у віці від 18 років та старших — 102,9 чоловіків також старших 18 років.
Цивільне працевлаштоване населення становило 23 особи. Основні галузі зайнятості: науковці, спеціалісти, менеджери — 69,6 %, освіта, охорона здоров'я та соціальна допомога — 30,4 %.